# Isomeria nuclear
 Se procura pelo termo químico "Isomeria", veja Isomerismo
A isomeria nuclear é um estado metaestável de um átomo causado pela excitação de um proton ou neutron no seu núcleo atômico de modo que estes sofram uma mudança de spin antes que possam liberar sua energia extra. A isomeria nuclear não tem nenhuma semelhança com o uso mais comum desta palavra, a isomeria de um produto químico. Contrasta também com o significado de isótopo, no qual a diferença é o número de nêutrons no núcleo. Os "isômeros metaestáveis" de um átomo em particular são designados usualmente com um "eme" (m) minúsculo (ou no caso de átomos com mais de um isômero, 2 m, 3 m, e assim por diante). Esta designação é colocada geralmente após o número atômico do átomo (por exemplo Co-58 m) e também pode ser colocada em forma de sobrescrito ante ao símbolo atômico (como por exemplo 58 mCo).
A primeira isomeria nuclear foi descrita em 1921 por Otto Hahn.

## Instabilidade
A maioria dos isômeros nucleares são muito instáveis e emitem a energia extra de imediato (na ordem de dez picossegundos ou 10−12 s). Como consequência o termo é restrito geralmente para significar isômeros com meia-vida de dez nanossegundos (10−9 s) ou mais. A mecânica quântica prevê que determinadas espécies atômicas possuirão raramente isômeros com vidas mais longas, mesmo sendo para este padrão mais restrito.

## Isômeros razoavelmente estáveis

### Isômero natural deTântalo
O único isômero nuclear estável é o 180 mTa, que ocorre naturalmente em aproximadamente uma parte de 8 300. Sua meia-vida é no mínimo de dez peta-anos (10 quadrilhões de anos ou 1015 a), portanto é considerado um isômero estável. A origem deste é incerta, embora se acredite que tenha algo com a produção de supernovas. Quando retorna ao seu nível energético mais baixo o isômero de tântalo libera fótons com  comprimentos de onda de dezesseis nanômetros (16*10-9 m) — ou seja, o mesmo comprimento de onda dos raios-X. Há relatórios que indiquem que o 180 mTa pode ser induzido a liberar energia por raios-X mais fracos, mas trata-se de controvérsias científicas.[carece de fontes?]

### Isômero deHáfnio
Um outro isômero nuclear razoavelmente estável (meia-vida de 31 anos) é o 178-2 mHf, que apresenta uma energia de excitação mais elevada  do que qualquer outro metaestável. Um quilograma de 178-2 mHf puro contém cerca de novecentos milhões de joules de energia (900 mJ ou 9*108 J), ou aproximadamente um quarto de quiloton de TNT. Toda a energia liberada é sob a forma de radiações gama de cerca de 0,05 nanômetros de amplitude. Como no caso do 180 mTa há relatórios que indiquem que o o 178-2 mHf possa ser estimulado a liberar sua energia, e consequentemente, este isômero está sendo estudado como uma fonte possível de lasers com radiação gama. Fora isso há indicações de que a energia possa ser liberada muito rapidamente, de modo que o 178-2 mHf possa produzir potenciais extremamente altos na ordem de exawatts (1018 W).[carece de fontes?]

## Uso potencial para o armazenamento de energia
Os isômeros nucleares tem sido estudados como meios de armazenamento de energia, considerando-se que seja possível "bombardear" átomos do tipo padrão para que estes atinjam estados mais elevados de energia. Entretanto os métodos atualmente conhecidos são ineficientes.